# Бажов Павло Петрович
Павло́ Петро́вич Бажо́в (нар. 27 січня 1879, Сисерть, Пермська губернія, Російська імперія — пом. 3 грудня 1950, Москва, Російська РФСР, СРСР) — радянський російський письменник, автор оповідань «Малахітова скринька» та інших. Лауреат Сталінської премії (1943 рік). Депутат Верховної Ради СРСР 2-3-го скликань. Нагороджений орденом Леніна.

## Життєпис
Павло Петрович Бажов народився 27 січня 1879 року в російському місті Сисерть, що на той час входило до складу Пермської губернії Російської імперії в родині робітника сисертського заводу поблизу Єкатеринбурга. Закінчив училище, потім в 1899 році духовну пермську семінарію, але протягом життя став атеістом. Працював учителем у Єкатеринбурзі й Камишлові. Одружився зі своєю ученицею, у родині народилося семеро дітей.
У громадянську війну воював на стороні червоних, проти білих і селянської армії Мамонтова, став журналістом, а потім — редактором, писав книги по історії Уралу, збирав фольклорні записи. Перша книга нарисів «Уральські бувальщини» вийшла в 1924 році.
У 1936 році в журналі був опублікований перше з уральських оповідань «Дівка Азовка», а в 1939 році вийшло перше видання уральських оповідань — «Малахітова скринька». Ця книга при житті автора неодноразово поповнювалося новими розповідями. У 1943 році за книгу «Малахітова скринька» отримав Сталінську премію другого ступеня.
За мотивами його оповідей створено кінофільм «Кам'яна квітка» (1946), балет Сергія Прокоф'єва «Оповідь про кам'яну квітку» (пост. 1954), однойменна опера Кирила Молчанова (пост. 1950), численні твори музики, скульптури, живопису.

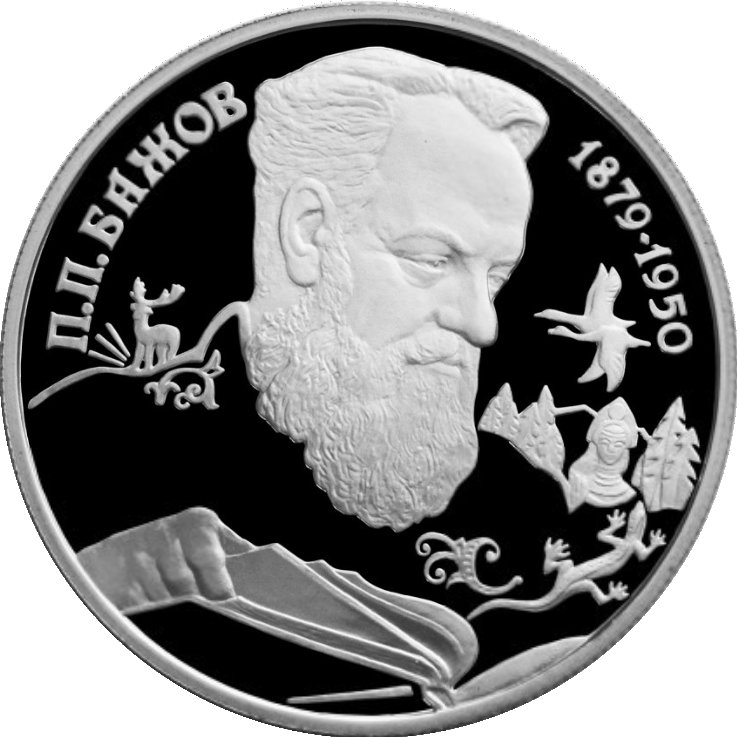
Пам'ятна монета Банку Росії, присвячена 115-річчю від дня народження П. П. Бажова (1994)

Твори Бажова перекладалися багатьма мовами світу, зокрема й українською (вперше 1958 року).
Помер Павло Петрович Бажов 3 грудня 1950 року в Москві, похований в Єкатеринбурзі.

## Пам'ять

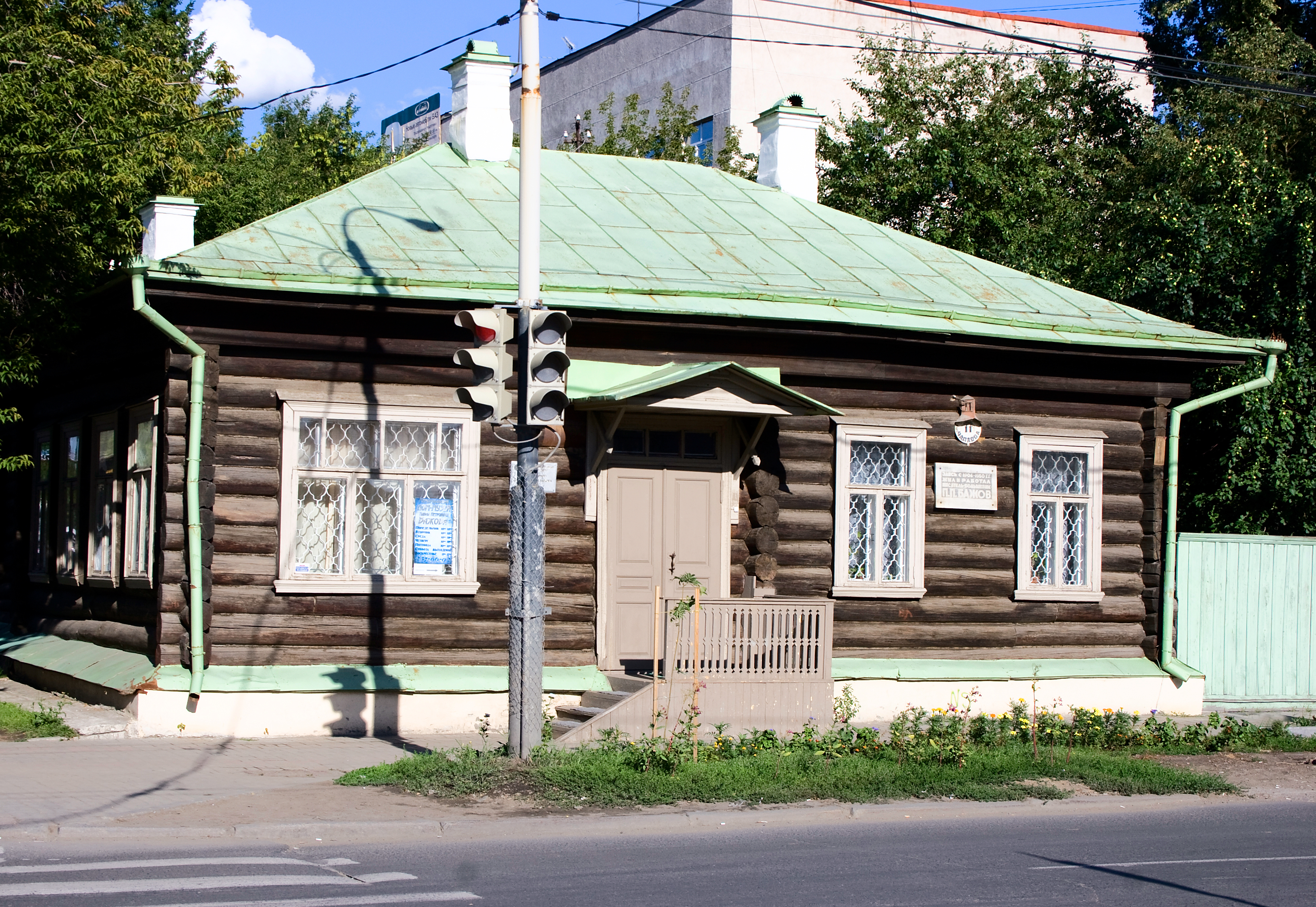
Меморіальний будинок-музей П. П. Бажова в Єкатеринбурзі

- У 1955 році у Києві на честь письменника названо вулицю.
- У 1967 році в Єкатеринбурзі, в будинку, у якому жив Павло Петрович Бажов, заснований Меморіальний будинок-музей П. П. Бажова[ru].

## Екранізації творів Павла Бажова
- 1946 — «Кам'яна квітка» (х/ф, реж. О. Птушко)
- 1973 — «Сінюшкін колодязь» (мультфільм, реж. В. Фомін)
- 1976 — «Степанова пам'ятка» (х/ф, реж. К. Єршов)
- 1975 — «Мідної гори господиня» (мультфільм, реж. О. Ніколаєвський)
- 1976 — «Малахітова скринька» (мультфільм, реж. О. Ніколаєвський)
- 1977 — «Кам'яна квітка» (мультфільм, реж. О. Ніколаєвський)
- 1977 — «Срібне копитце» (мультфільм, реж. Г. Сокальський)
- 1978 — «Гірничий майстер» (мультфільм, реж. І. Ковалевська)
- 1978 — «Подарёнка» (рос.) (мультфільм, реж. Ігор Резніков)
- 1979 — «Золоте волосся» (мультфільм, реж. Ігор Резніков)
- 1979 — «Огневушка-поскакушка» (рос.) (мультфільм, реж. Н. Голованова)
- 1982 — «Травяная западёнка» (рос.) (мультфільм, реж. В. Фомін)
- 1987 — «Кам'яна квітка» (х/ф, реж. В. Іванов, 2 с.)
- 2007 — «Золотий полоз» (х/ф, реж. В. Макеранец)